# Panagiotis Panagiotopoulos

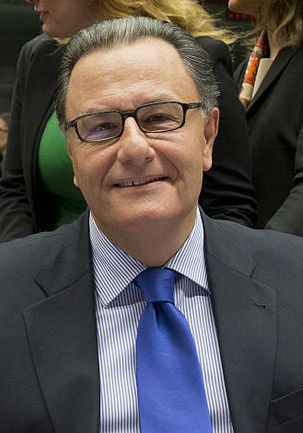
Panagiotis Panagiotopoulos, 2014

Panagiotis (Panos) Panagiotopoulos (griechisch Παναγιώτης (Πάνος) Παναγιωτόπουλος, * 12. November 1957 in Athen) ist ein griechischer Politiker. Er war im Kabinett Samaras zunächst Verteidigungsminister und wechselte später ins Kulturministerium.

## Biografie
Panagiotopoulos studierte an der Nationalen Technischen Universität Athen Ingenieurwissenschaften, dann Rechtswissenschaften an der Juristischen Fakultät der Universität Athen und der Universität Paris VIII in Vincennes.
Beruflich war Panagiotopoulos als Rechtsanwalt und als Journalist für Radio- und Fernsehsender und Tageszeitungen wie Kathimerini, To Vima, Eleftheros Typos, Apogevmatini und Vradini tätig. In seiner Fernsehshow "Profil" interviewte er zahlreiche Persönlichkeiten wie den Ökumenischen Patriarchen Bartholomäus I., den russischen Präsidenten Boris Jelzin und den PKK-Führer Abdullah Öcalan.
Bereits in seiner Jugend engagierte sich Panagiotopoulos bei der Jugendorganisation der konservativen Nea Dimokratia. Erstmals wurde er bei der Parlamentswahl im Jahre 2000 in das griechische Parlament gewählt und seitdem jeweils wiedergewählt. 2007 wurde er parlamentarischer Geschäftsführer der ND-Fraktion.
Ab 2012 war Panagiotopoulos Verteidigungsminister im Kabinett Samaras. Die Schließung der staatlichen Rundfunk- und Fernsehanstalt ERT im Juni 2013 hatte den Koalitionsaustritt der DIMAR und damit eine Kabinettsumbildung zur Folge. Panagiotopoulos wurde Kulturminister. Nach dem schlechten Abschneiden der Nea Dimokratia bei der Europawahl 2014 wurde er als Minister entlassen.